# Osmaci
Osmaci (serbisch-kyrillisch Осмаци) ist eine Gemeinde im Nordosten von Bosnien und Herzegowina. Sie gehört zur Republika Srpska und entstand durch die Abtrennung des östlichen Teils der Verbandsgemeinde Kalesija infolge des Dayton-Abkommens nach dem Bosnienkrieg. Die restlichen drei Viertel der alten Gemeinde Kalesija gehören heute zur Föderation Bosnien und Herzegowina.

## Geografie
Die Gemeinde befindet sich zwischen den Städten Kalesija und Zvornik. Die Ortsteile liegen zwischen 200 und 400 Meter über dem Meeresspiegel.
Zur Gemeinde gehören die Dörfer Borogovo, Caparde, Gojčin (unbesiedelter Teil), Hajvazi, Kosovača, Kulina, Kusonje, Mahala, Matkovac, Osmaci (teilweise), Rakino Brdo, Sajtovići, Šeher, Viličevići und Zelina (teilweise).

## Bevölkerung
Zur letzten Volkszählung 1991 hatten jene besiedelten Ortsteile von Kalesija, die heute die Gemeinde Osmaci bilden, insgesamt 7252 Einwohner. Davon bezeichneten sich 4034 als Serben (55,6 %) und 3170 als Bosniaken (43,7 %). Neun Dörfer hatten eine serbische Bevölkerungsmehrheit, fünf eine bosniakische. In den drei Dörfern Borogovo, Kosovača und Rakino Brdo lebten ausschließlich Serben.
Zur Volkszählung 2013 hatte die Gemeinde Osmaci insgesamt reichlich 6000 Einwohner.

## Infrastruktur
Durch das Gemeindegebiet verlaufen die Magistralstraße 4 (Tuzla–Zvornik) und die Bahnstrecke Tuzla–Zvornik.